# Festői Ukrajna
A Festői Ukrajna (oroszul: Живописная Украина ) Tarasz Sevcsenko ukrán festő és nemzeti költő rézkarcainak sorozata, amelyet 1844-ben jelentetett meg Szentpéterváron. Ez volt az első és egyetlen kiadványa a Sevcsenko által tervezett sorozatnak, amely Ukrajna történelméről, látnivalóiról és természetéről, valamint a benne szereplő életről, szokásokról és folklórról szól. A rézkarcsorozat a kritikai realizmus első alkotása az ukrán művészetben.

## Előzmények
Sevcsenko 1843-ban vetette fel a kiadás ötletét első ukrajnai útja során, amint ezt az utazás során készített rajzai és vázlatai is bizonyítják. Miután 1844 márciusában visszatért Szentpétervárra, megkezdte a publikálás előkészítését, amelyre 1844 végén került sor. Az eladásból megszerzett pénzt arra szánta, hogy ukrán rokonait a jobbágyságból kivásárolja. A második, 1845-re készült kiadásának megjelenése elsősorban pénzhiány miatt nem született meg, mivel az első kiadás bevétele nem váltotta be a hozzá fűzött reményeket.
A kiadvány hat rézkarcból áll:
- Kijevben (У Києві)
- A bírák tanácsa (Судна рада)
- Ajándékok Czehryńben 1649-ben (Дари в Чигирині 1649 року)
- Vydubytskyi kolostor (Видубицький монастир»)
- Öreg kor (Старости)
- Egy történet (Казка)

## Képgaléria

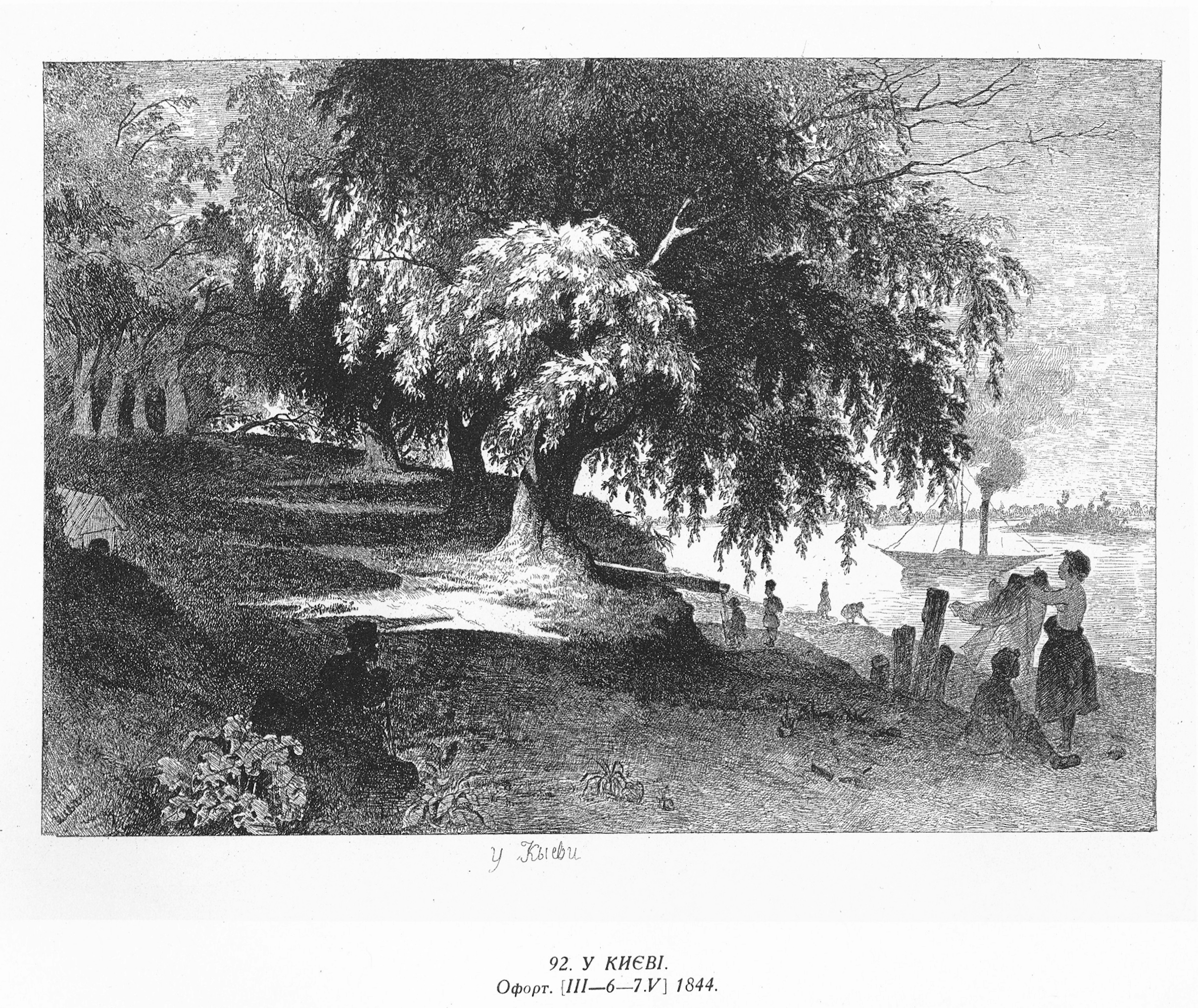
Kijevben
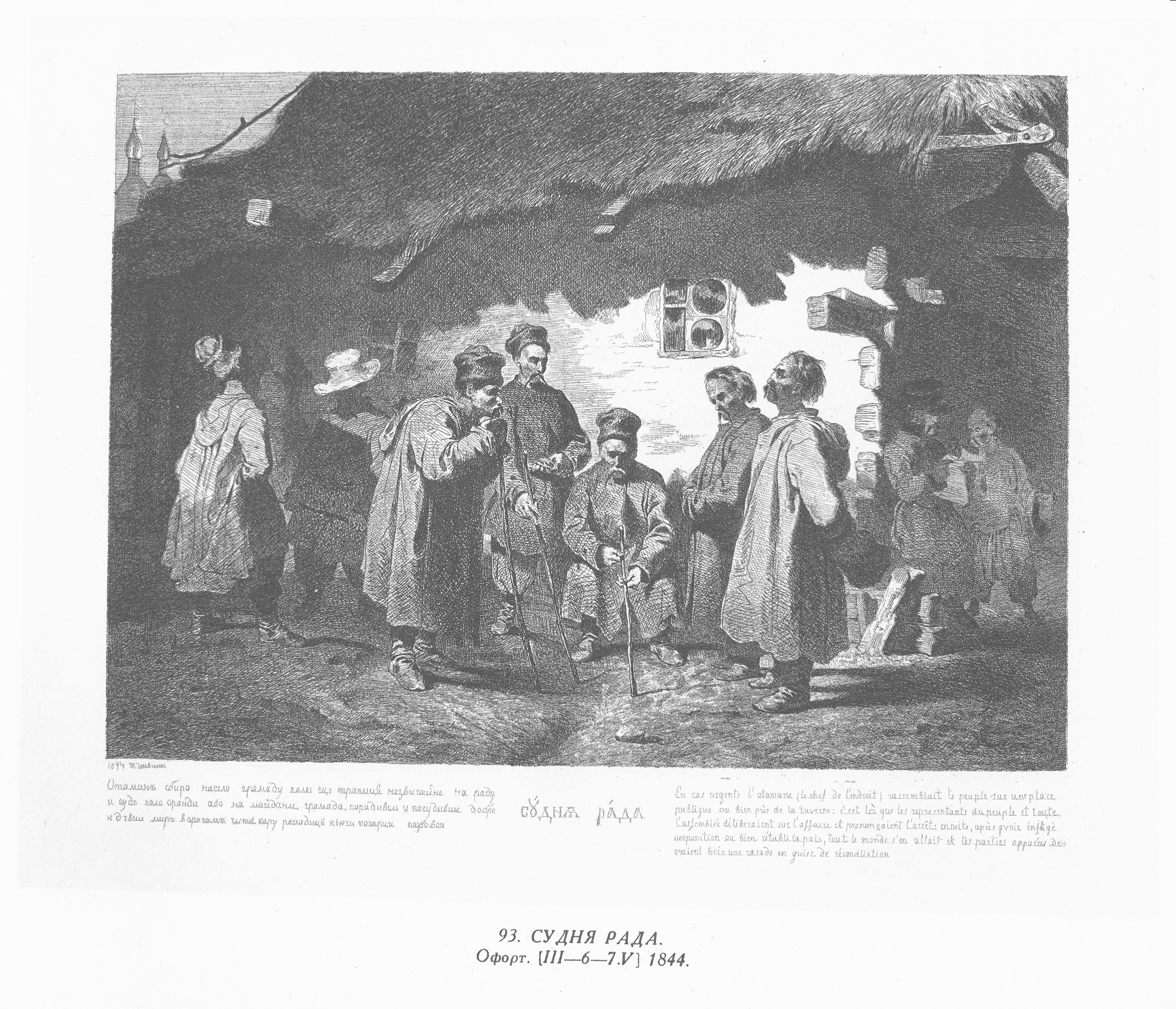
A bírák tanácsa
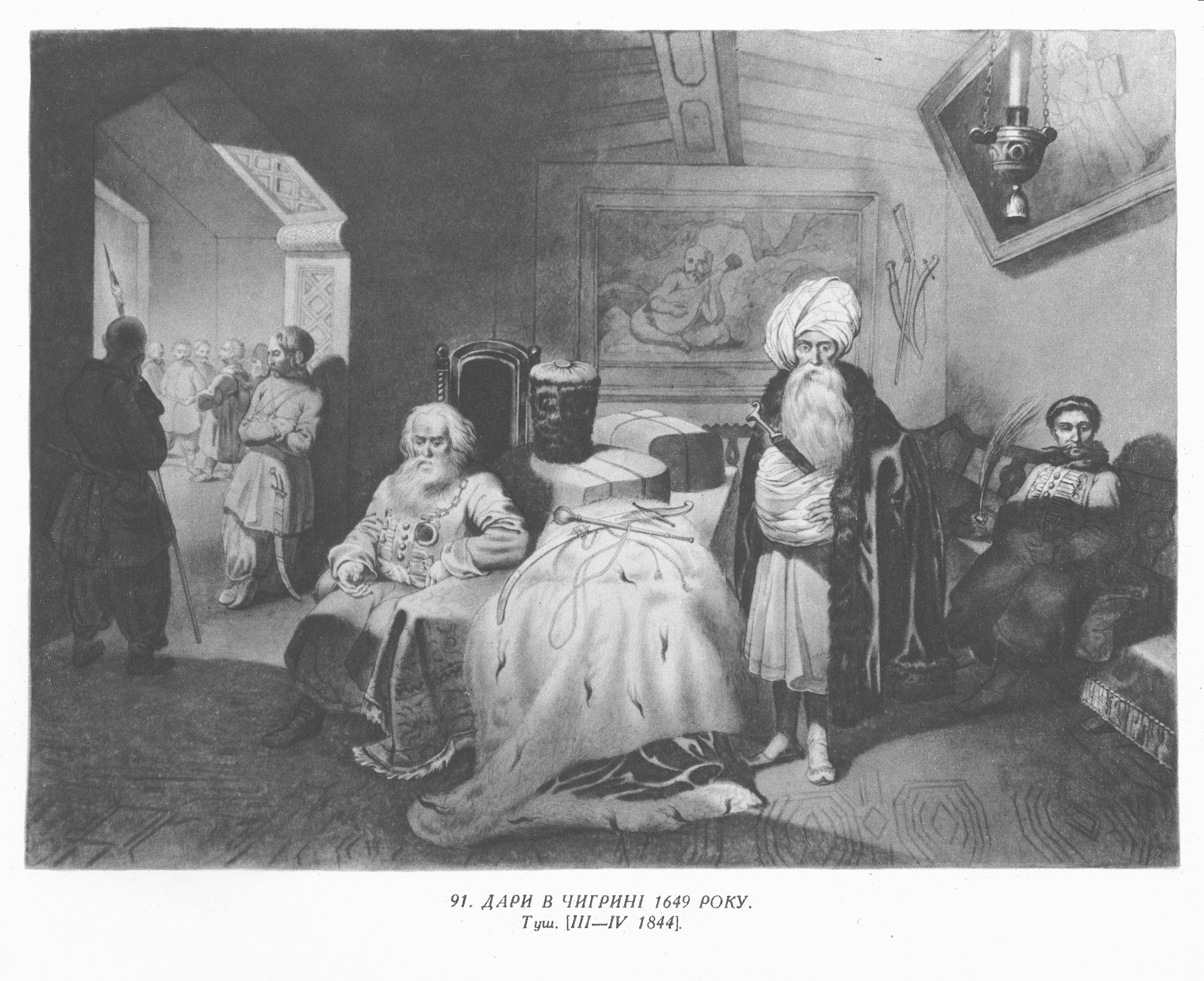
Ajándékok Czehryńben 1649-ben
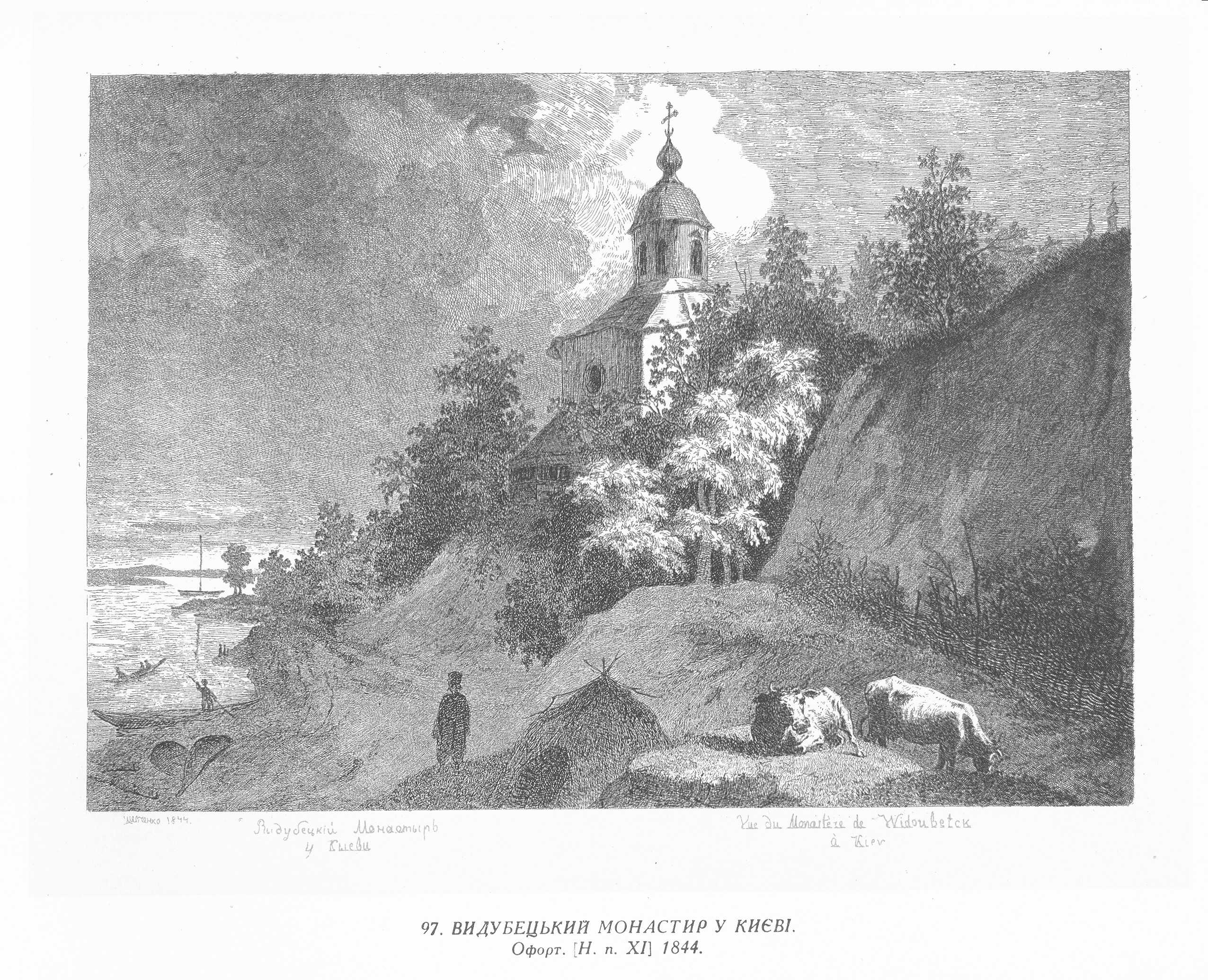
Vydubytskyi kolostor
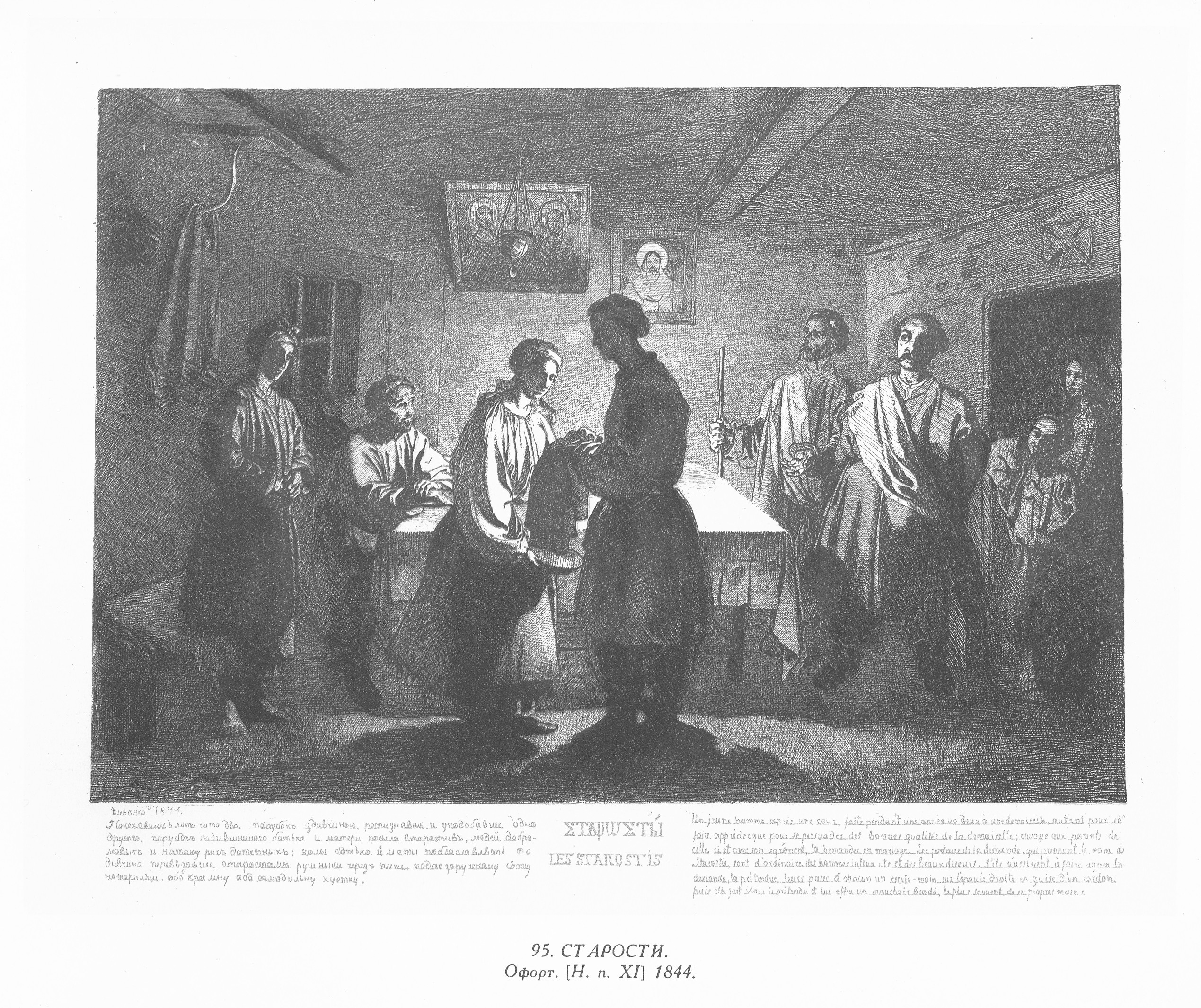
Öreg kor
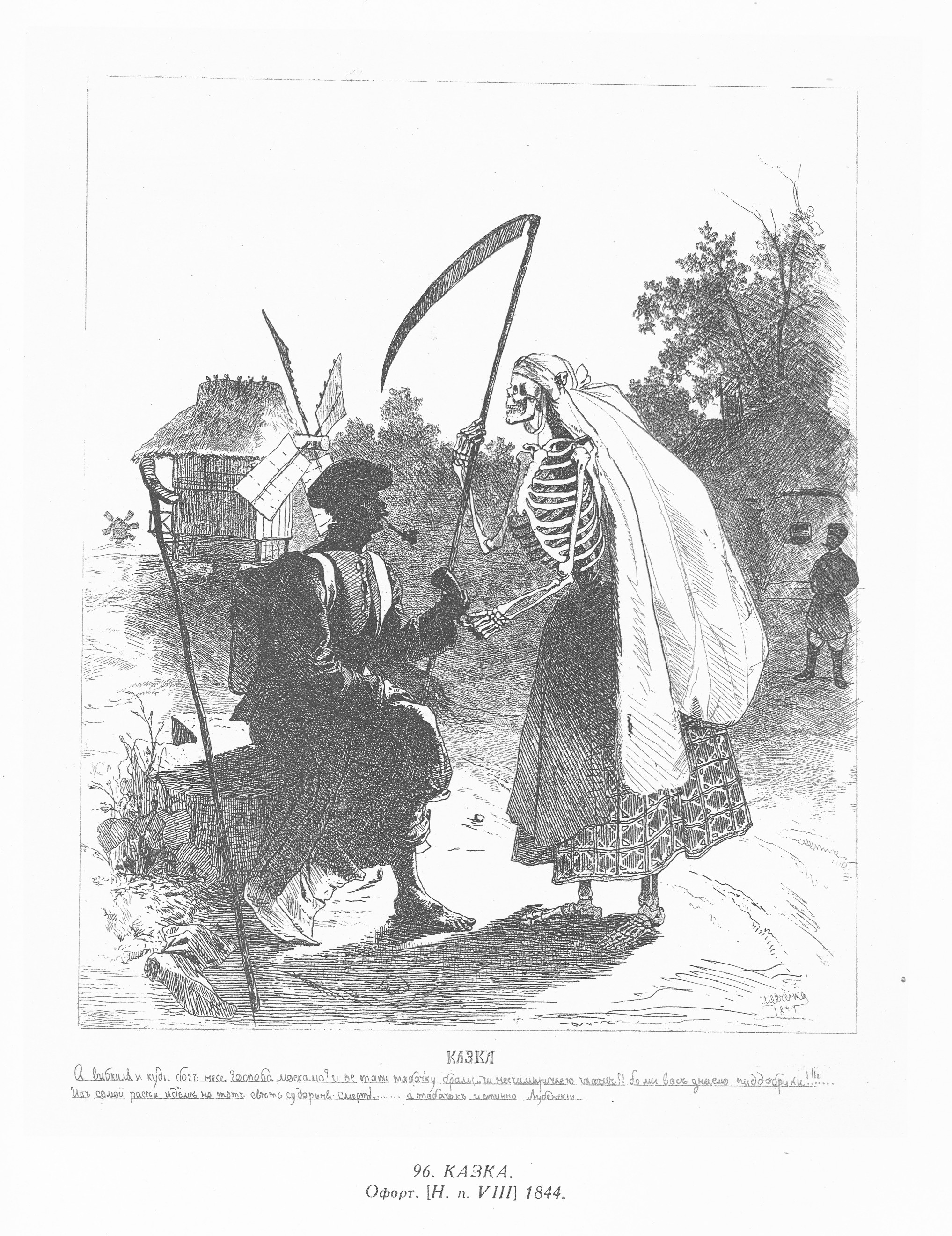
Egy történet

## Fordítás
- Ez a szócikk részben vagy egészben  a   Malerische Ukraine című német Wikipédia-szócikk ezen változatának fordításán alapul.  Az eredeti cikk szerkesztőit annak laptörténete sorolja fel. Ez a jelzés csupán a megfogalmazás eredetét és a szerzői jogokat jelzi, nem szolgál a cikkben szereplő információk forrásmegjelöléseként.